# Lew Markiewicz
Lew (Leon) Markiewicz (ur. 1787, zm. 1858) – duchowny unicki, a następnie prawosławny, wieloletni proboszcz parafii w Rybołach, dziekan białostocki. Jeden z głównych organizatorów stopniowej likwidacji Kościoła unickiego na Podlasiu, zakończonej przyłączeniem miejscowych parafii do Rosyjskiego Kościoła Prawosławnego na synodzie połockim, bliski współpracownik biskupa Józefa (Siemaszki).

## Życiorys

### Duchowny unicki
Był synem unickiego duchownego, Jana Markiewicza. Jego ojczystym językiem był język polski. Ukończył unickie seminarium duchowne przy klasztorze Ławryszewskim. Po przyjęciu święceń kapłańskich został proboszczem parafii w Barszczewie (powiat brzeski), zaś w 1822 przeniesiono go do pracy duszpasterskiej w parafii w Rajsku. Równocześnie został dziekanem unickiego dekanatu białostockiego. W latach 30. XIX w. był już młodszym kanonikiem, z godnością protoprezbitera.
Początkowo ks. Markiewicz był przekonanym unitą i propagatorem unickiej tożsamości wyznaniowej. W 1824 w Pawłach wzniósł cerkiew św. Jozafata Kuncewicza. W kolejnym dziesięcioleciu, pod wpływem Józefa Siemaszki, uznał jednak wspieranie unii za niewłaściwe. Wziął aktywny udział w przygotowaniach do likwidacji Kościoła unickiego na Podlasiu. Brał udział w spisywaniu wyposażenia cerkwi unickich w swoim dekanacie w celu zakupienia na miejsce zlatynizowanych elementów przedmiotów typowych dla liturgii prawosławnej, następnie przyczynił się do rozprowadzania w świątyniach nowych utensyliów i osobiście zamawiał dewocjonalia dla świątyń, które w 1839, na kilka miesięcy przed planowaną konwersją, nadal nie miały niezbędnego wyposażenia. Koordynował usuwanie z cerkwi w dekanacie białostockim organów. W 1839 zaakceptował postanowienia synodu połockiego i razem z całą parafią przeszedł do Rosyjskiego Kościoła Prawosławnego. Gotowość konwersji deklarował już rok wcześniej.

### Duchowny prawosławny
Jako kapłan prawosławny ks. Markiewicz pozostał dziekanem białostockim. Następnie od 1845 do 1846 kierował dekanatem bielskim. Służył jeszcze przez dwanaście lat. Zmarł w 1858 i został pochowany we wzniesionej przez siebie cerkwi w Pawłach (po 1839 przyjęła wezwanie św. Jana Teologa).